# Torri Mamo

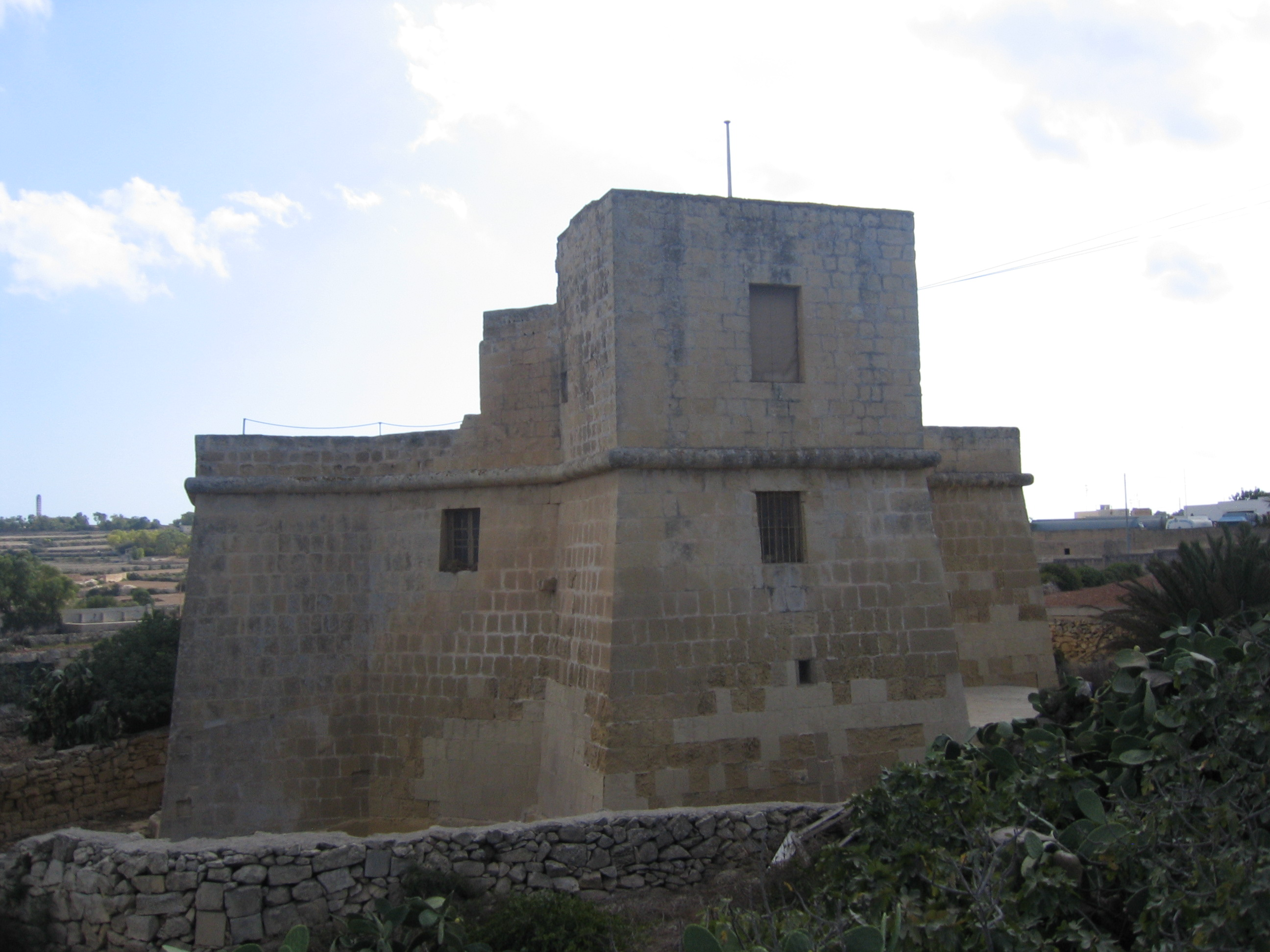
Torri Mamo

Der Torri Mamo ist ein befestigter Wohnturm in der Nähe der maltesischen Ortschaft Marsaskala. Er wurde 1657 von der Familie Mamo zum Schutz vor Piratenüberfallen gebaut. Im Laufe der Jahrhunderte wechselte der Torri Mamo öfter den Besitzer, darunter der maltesische Premierminister Gerald Strickland und das britische Militär. Ende der 1980er Jahre wurde das verfallene Gebäude der maltesischen Denkmalschutzorganisation Dín l-Art Ħelwa übertragen, die den Turm bis Mitte der 1990er Jahre restaurierte und der Öffentlichkeit zugänglich machte.
Der Torri Mamo weist einen ungewöhnlichen kreuzförmigen Grundriss mit insgesamt 16 Wänden auf. Im Innern befinden sich fünf Räume: vier kleinere in den Enden des Kreuzes und ein größerer in der Mitte. Über eine Treppe ist das Dach erreichbar.
Der Torri Mamo wurde unter der Nummer 43 in das Nationale Inventar der Kulturgüter der maltesischen Inseln aufgenommen.